# 2014年4月15日月食
2014年4月15日，月球位於軌道升交點時發生一次月全食，本影食分為1.2907。當月球進入地影時，就會發生月食，使月球變暗。當月球的近側完全進入地球的本影時，就會發生月全食。月食則可在地球晚上一側的任何地方看到，相反日食只能在世界上相對較小的地區才能看到。月全食可持續近兩小時，而由於月球的影子較小，因此日全食在某特定地點僅持續幾分鐘。由於它發生在远地点之後6.9天（协调世界时2014年4月8日上午10時50分）和近地点之前7.6天（協調世界時2014年4月22日晚上8時20分），因此月球的視直徑接近平均值。
這次月食是連環四月食中的首次，即一共連續發生四次月全食，另外三次發生在2014年10月8日、2015年4月4日及2015年9月28日。

## 背景
當月球經過地球的本影（地影）時，就會發生月食。月食開始時，地影首先使月球稍微變暗。然後，地影開始「覆蓋」月球的一部分，使其變成深紅棕色（通常，顏色會根據大氣條件而有所變化）。月球看起來是紅色的，這是因為瑞利散射（與導致日落呈現紅色的效應相同）以及地球大氣層將光線折射到其本影中。
下面的模擬顯示月球穿過地影的大約外觀。本模擬誇大月球在本影內的亮度。月球的北部最靠近地影的中心，因此最暗，而且看起來最紅。

模擬月食前、月食期間和月食後月球的外觀

## 可見地區
这次月全食在太平洋地区可以被观察到，包括澳大利亚和新西兰，以及美洲。

## 相關的食
這次的月食是在月球軌道升交點只有4次月食的短序列中的一次。
太陰年的序列是相隔12個太陰月或354天（比實際的一年退移約10天）。由於這種日期的移動，地球的影子將會較前面那一年西移約11度。
| 2013–2016的月食系列 | 2013–2016的月食系列 | 2013–2016的月食系列 | 2013–2016的月食系列 | 2013–2016的月食系列 | 2013–2016的月食系列 | 2013–2016的月食系列 |
| ------------------- | ------------------- | ------------------- | ------------------- | ------------------- | ------------------- | ------------------- |
| 升交點              | 升交點              | 升交點              |                     | 降交點              | 降交點              | 降交點              |
| 沙羅                | 觀測 日期           | 種類                | 沙羅                | 觀測 日期           | 種類                |                     |
| 112                 | 2013年4月25日       | 月偏食              | 117                 | 2013年10月18日      | 半影月食            |                     |
| 122                 | 2014年4月15日       | 月全食              | 127                 | 2014年10月8日       | 月全食              |                     |
| 132                 | 2015年4月4日        | 月全食              | 137                 | 2015年9月28日       | 月全食              |                     |
| 142                 | 2016年3月23日       | 半影月食            | 147                 | 2016年9月16日       | 半影月食            |                     |
|                     |                     |                     |                     |                     |                     |                     |
| 上一序列            | 2013年5月25日       | 2013年5月25日       | 上一序列            | 2012年11月28日      | 2012年11月28日      |                     |
|                     |                     |                     |                     |                     |                     |                     |
| 下一序列            | 2017年2月11日       | 2017年2月11日       | 下一序列            | 2016年8月18日       | 2016年8月18日       |                     |

## 圖集

### 整個過程

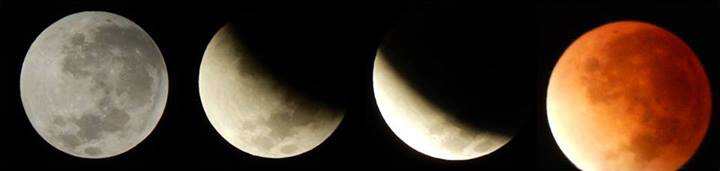
烏拉圭蒙得維的亞省蒙得維的亞的月全食過程

### 單一圖片

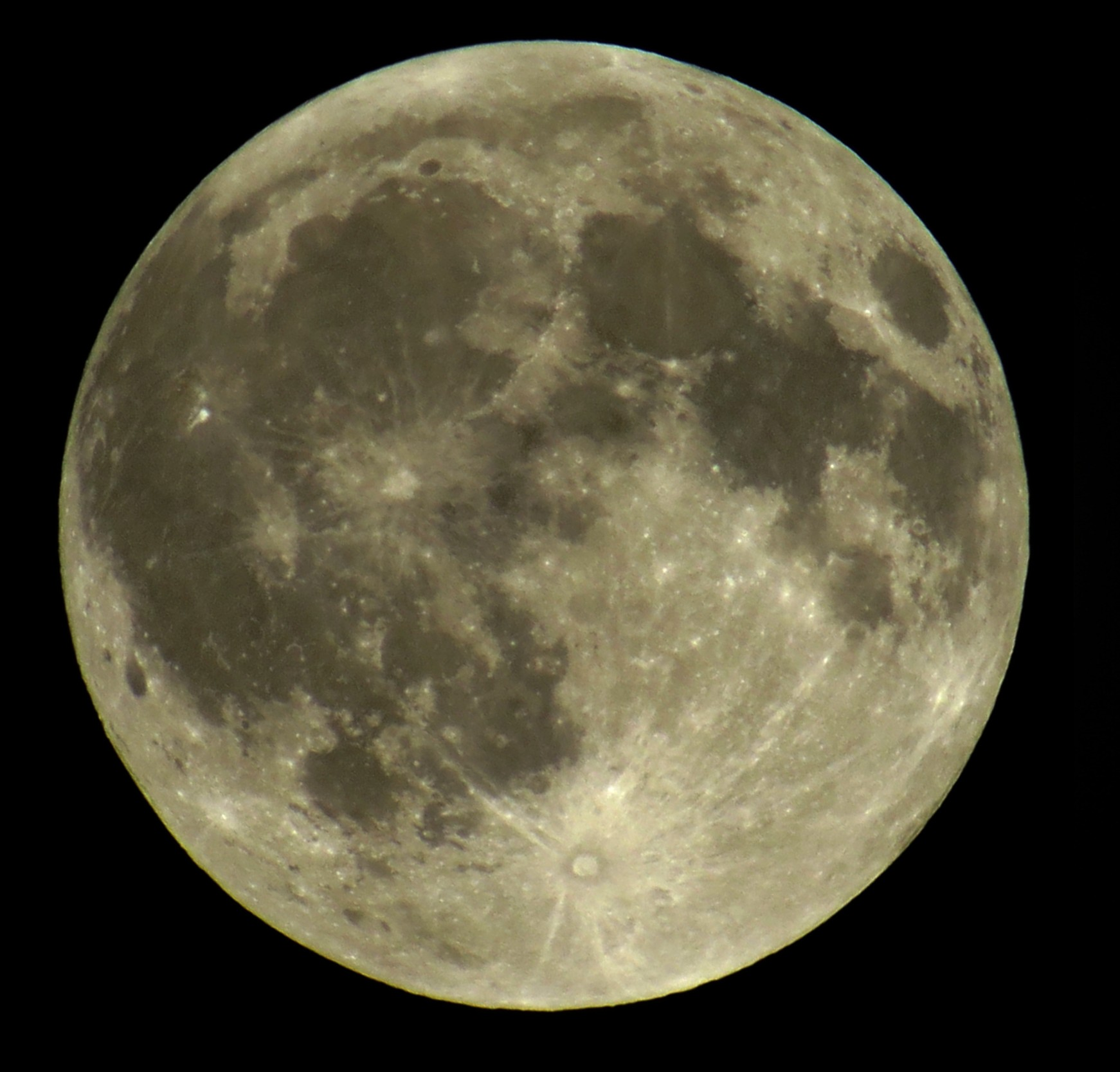
月食之前（攝於美國明尼蘇達州亨內平縣明尼阿波利斯，時間為03:51 UTC）
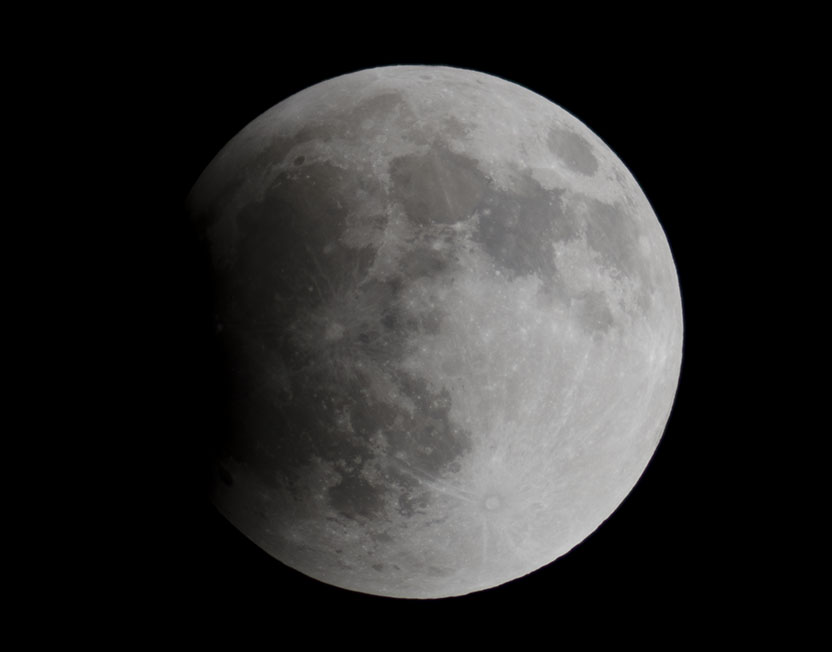
美國新墨西哥州伯納利歐縣阿爾伯克基的月偏食，時間為06:02 UTC
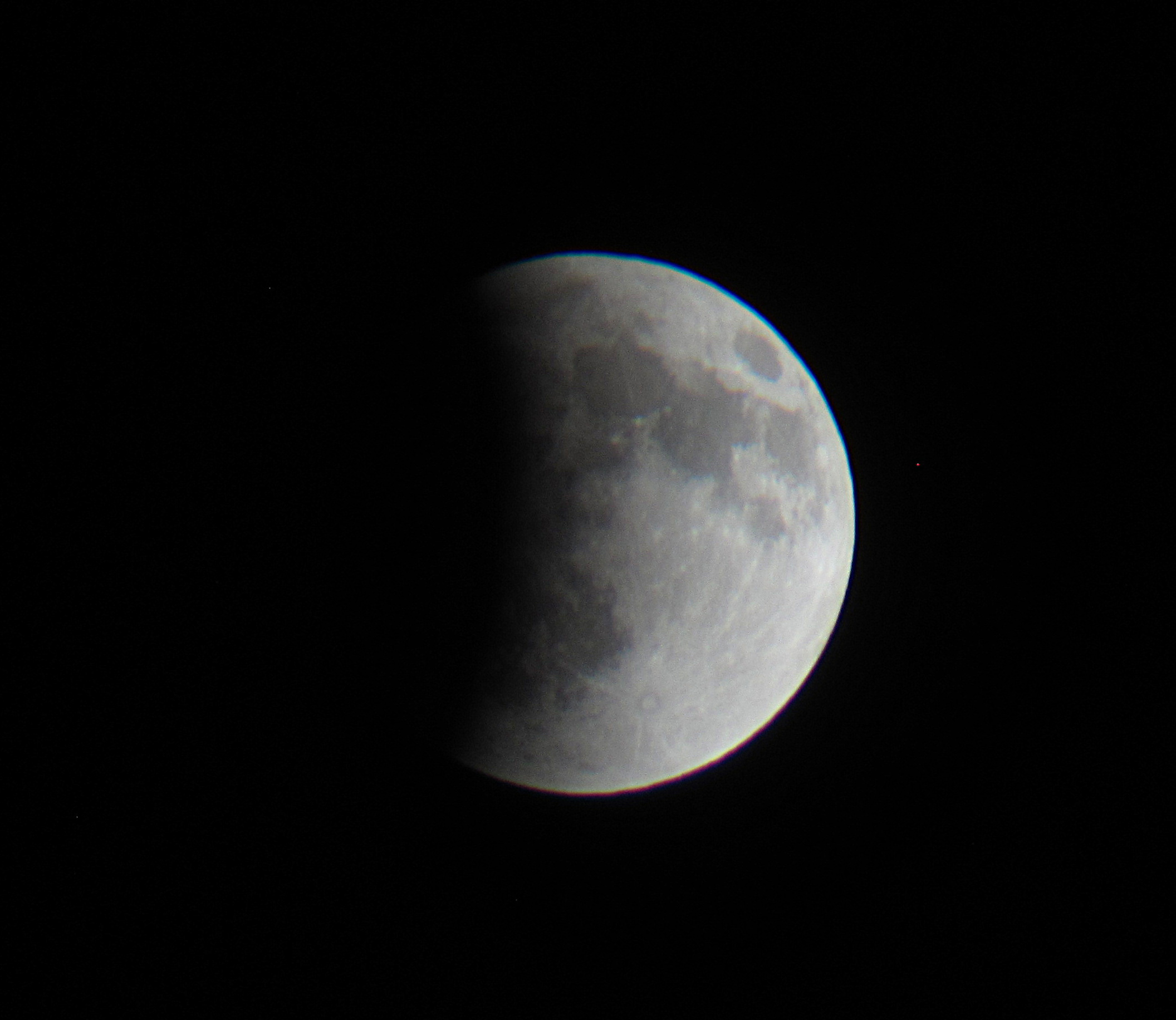
加拿大曼尼托巴省溫尼伯都會區（英语：Winnipeg Capital Region）溫尼伯的月偏食，時間為06:28 UTC
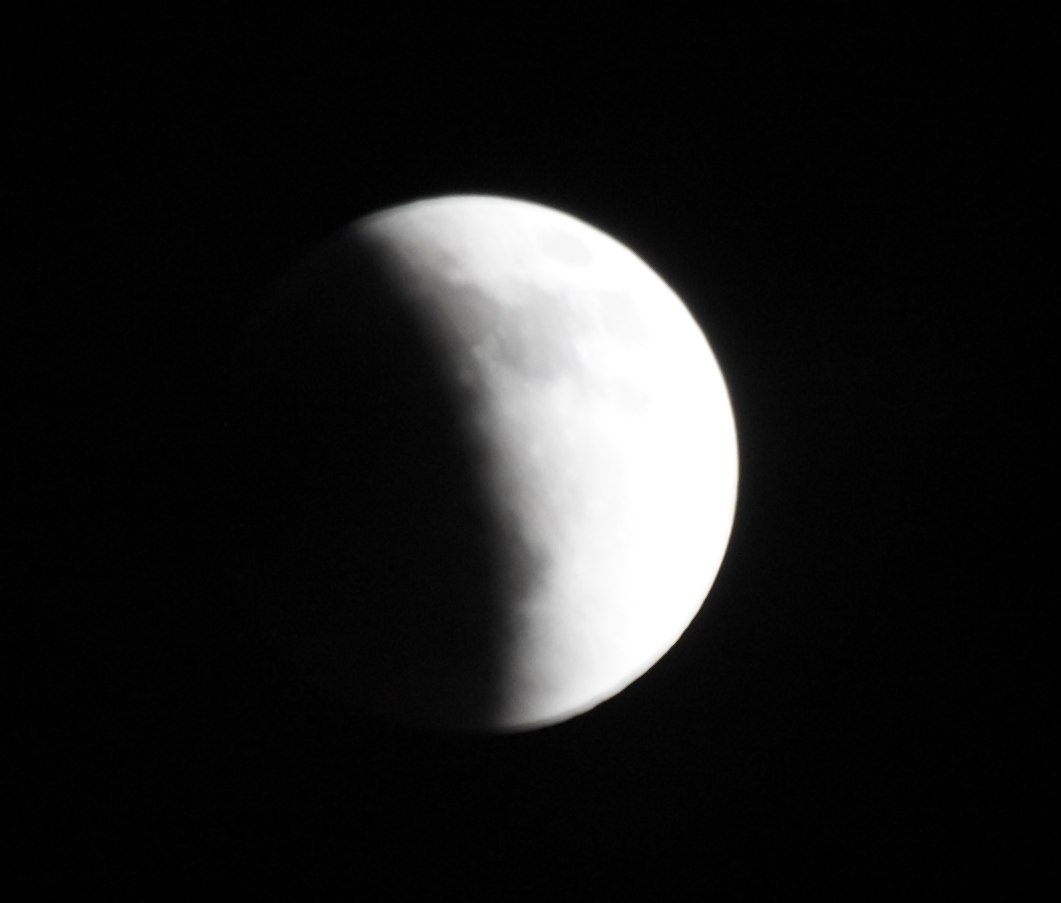
美國加利福尼亞州洛杉磯縣柔似蜜的月偏食，時間為06:30 UTC
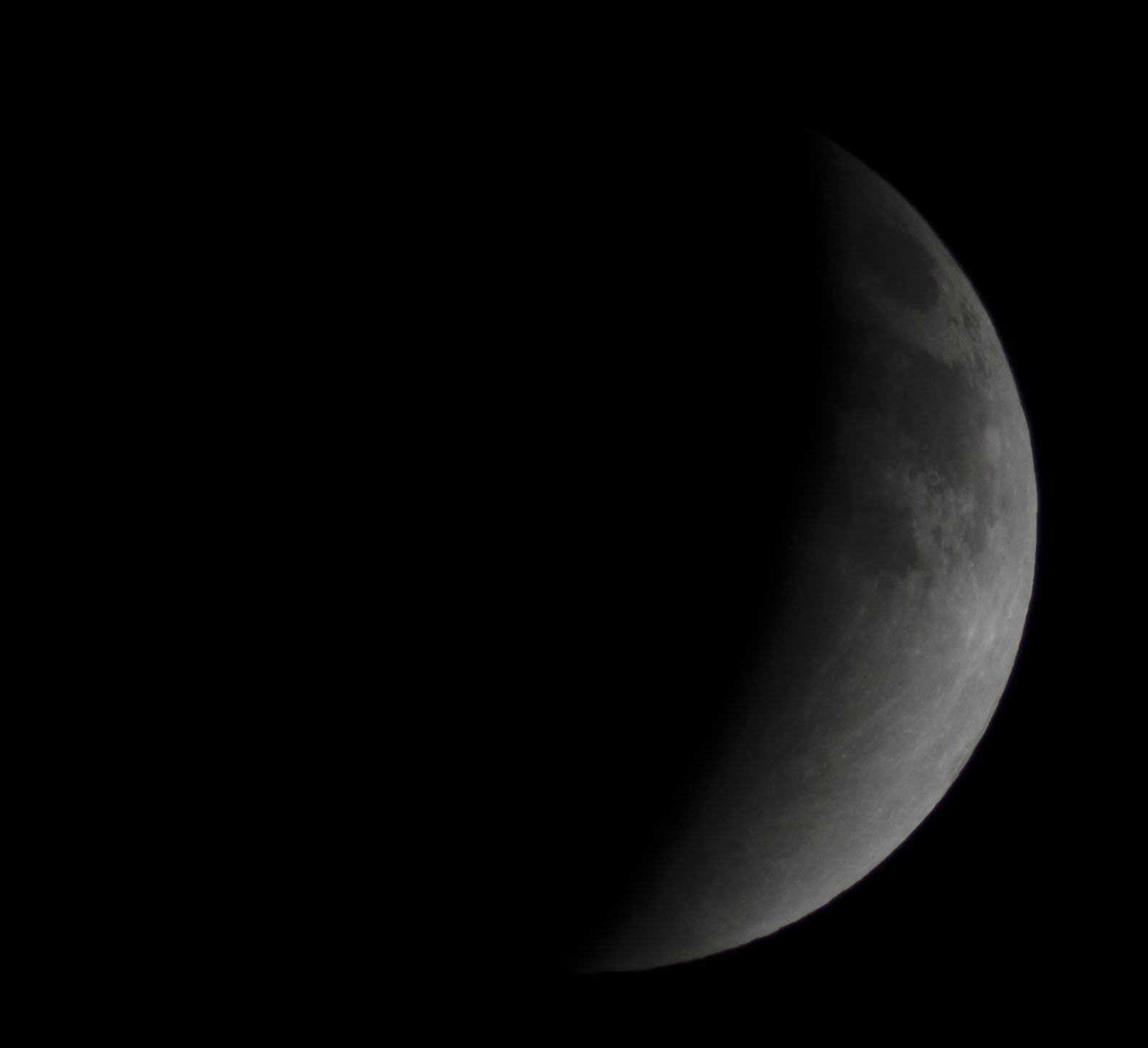
美國新墨西哥州伯納利歐縣阿爾伯克基的月偏食，時間為06:45 UTC
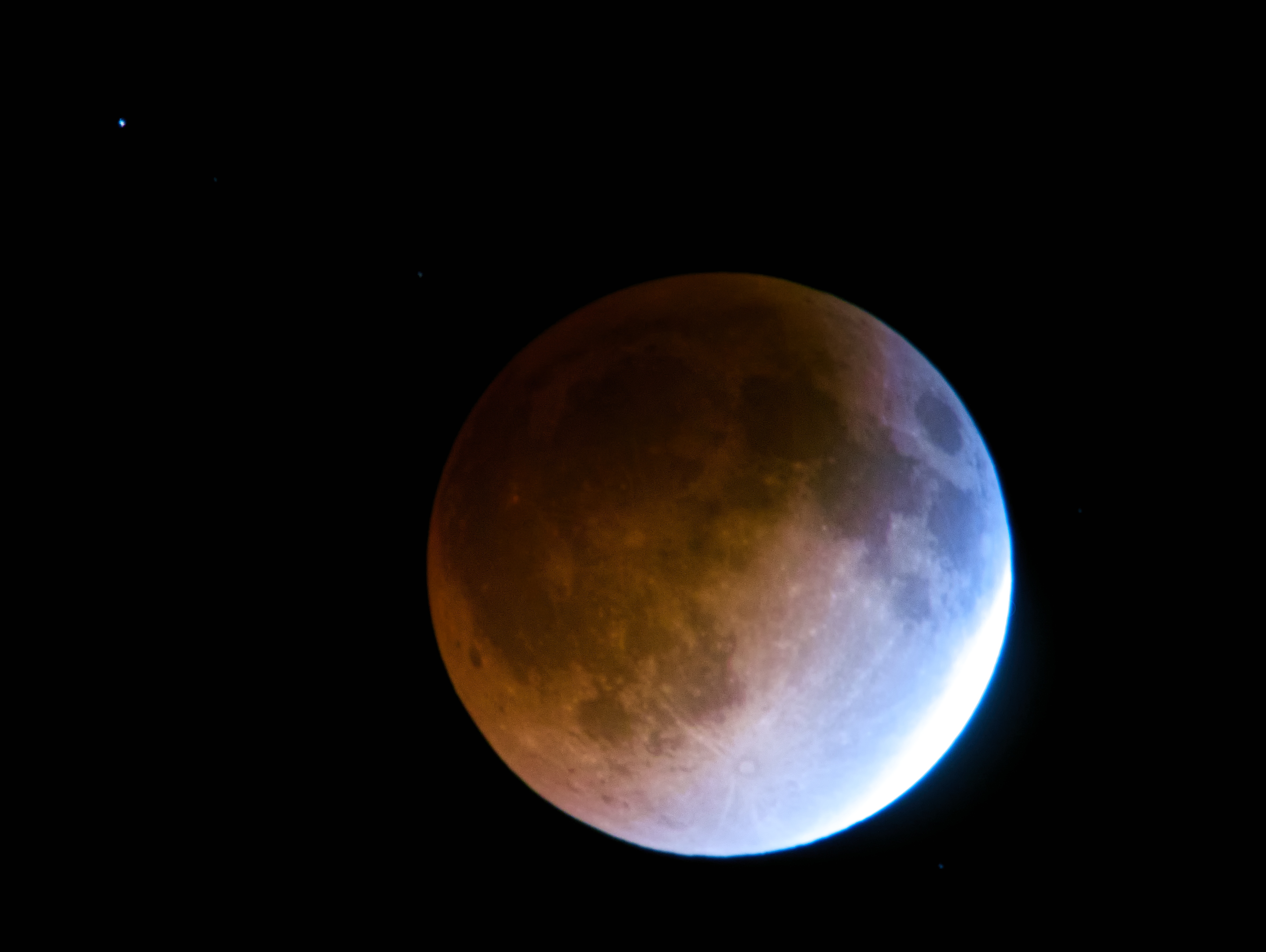
美國德克薩斯州科馬爾縣新布朗費爾斯的月偏食，時間為07:02 UTC
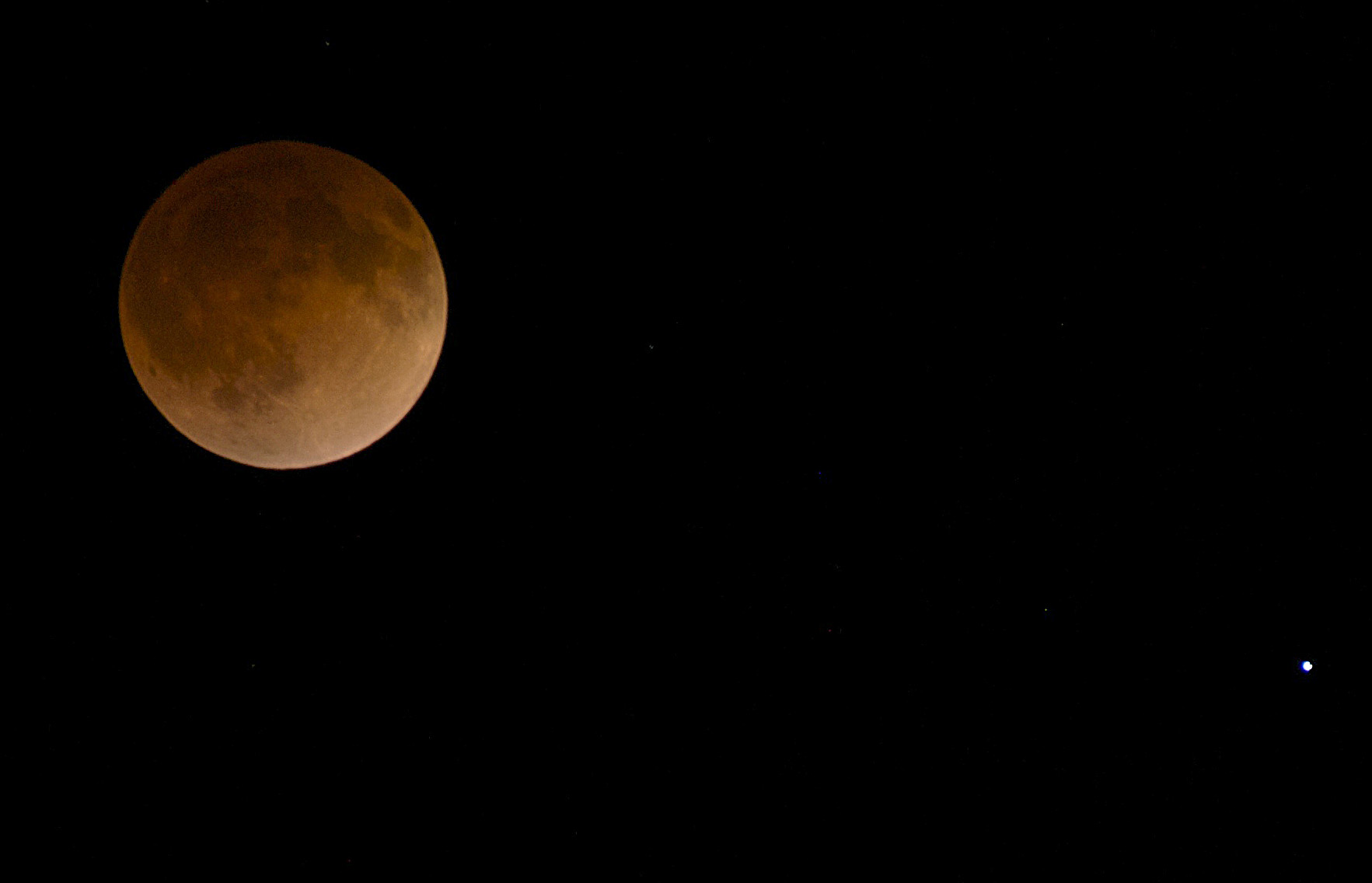
美國猶他州鹽湖縣西瓦利城的月全食，時間為07:29 UTC
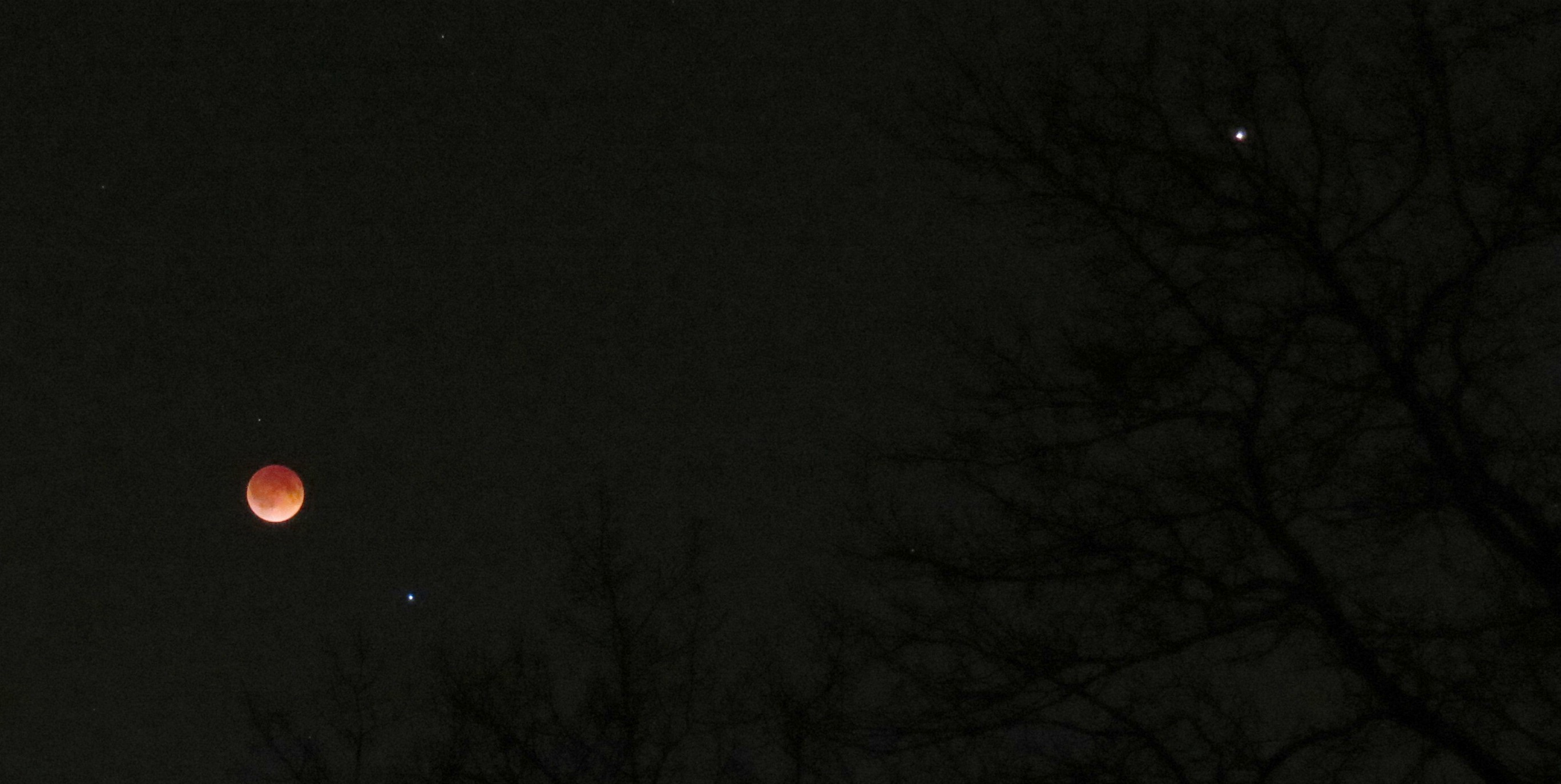
美國明尼蘇達州亨內平縣明尼阿波利斯的月全食，時間為07:40 UTC
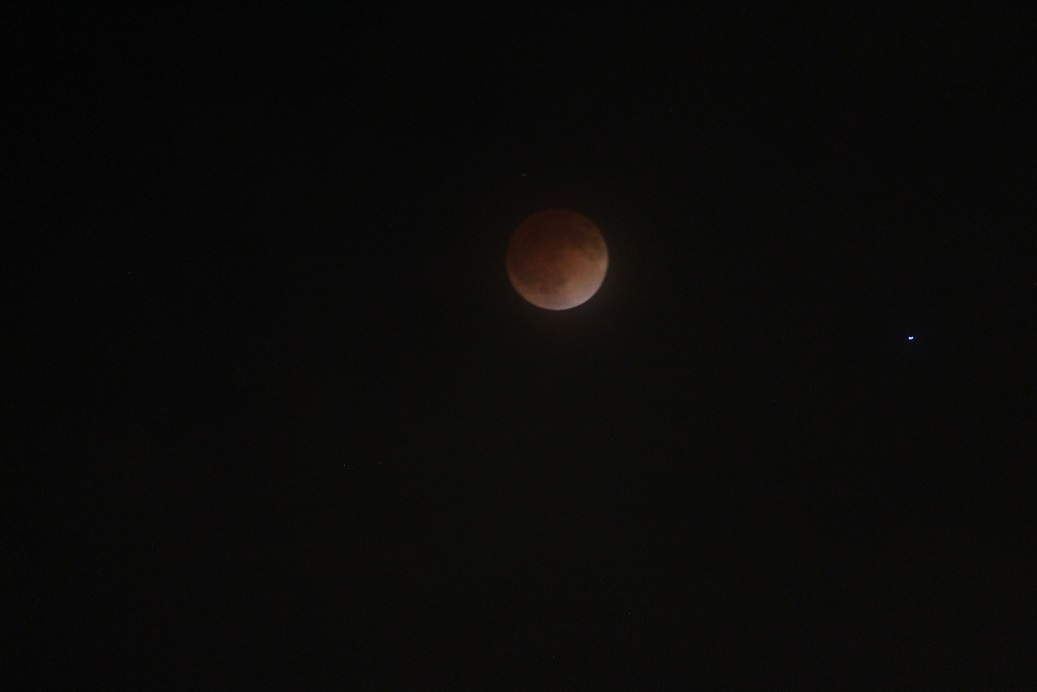
美國加利福尼亞州橙縣塔斯廷的月全食，時間為07:40 UTC
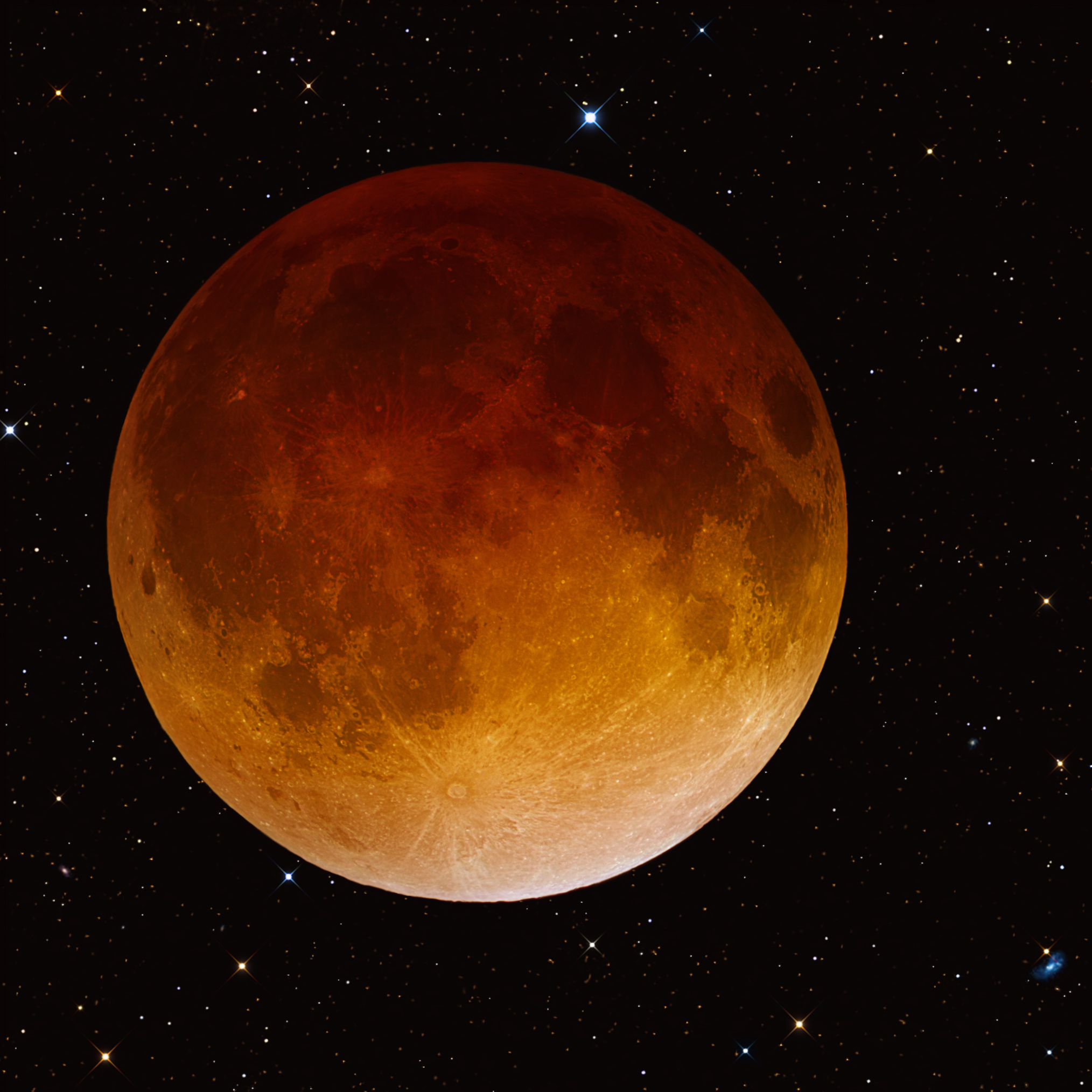
美國西維吉尼亞州卡諾瓦縣查爾斯頓的月全食，時間為07:44 UTC
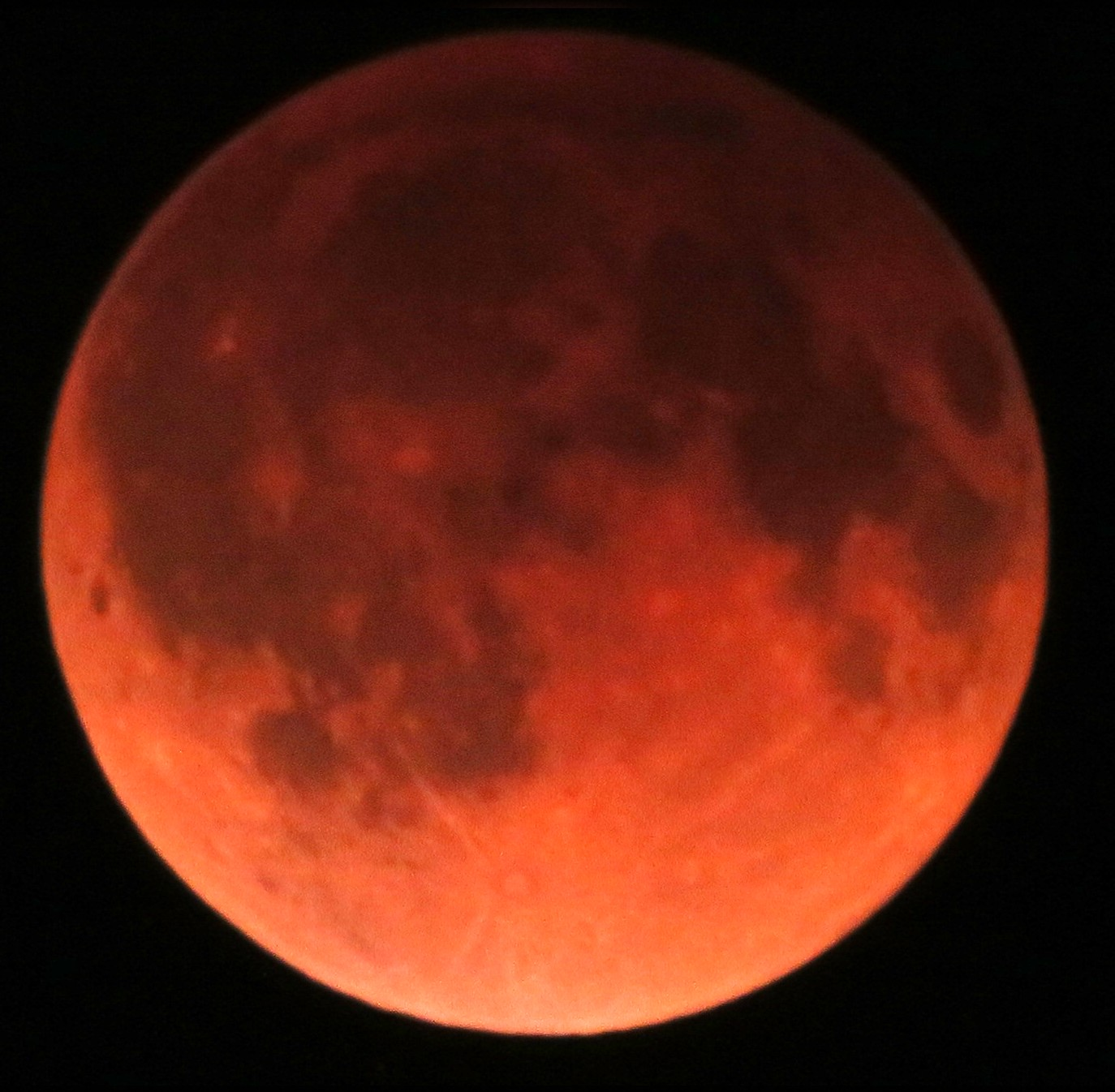
美國明尼蘇達州亨內平縣明尼阿波利斯的月全食，時間為07:46 UTC
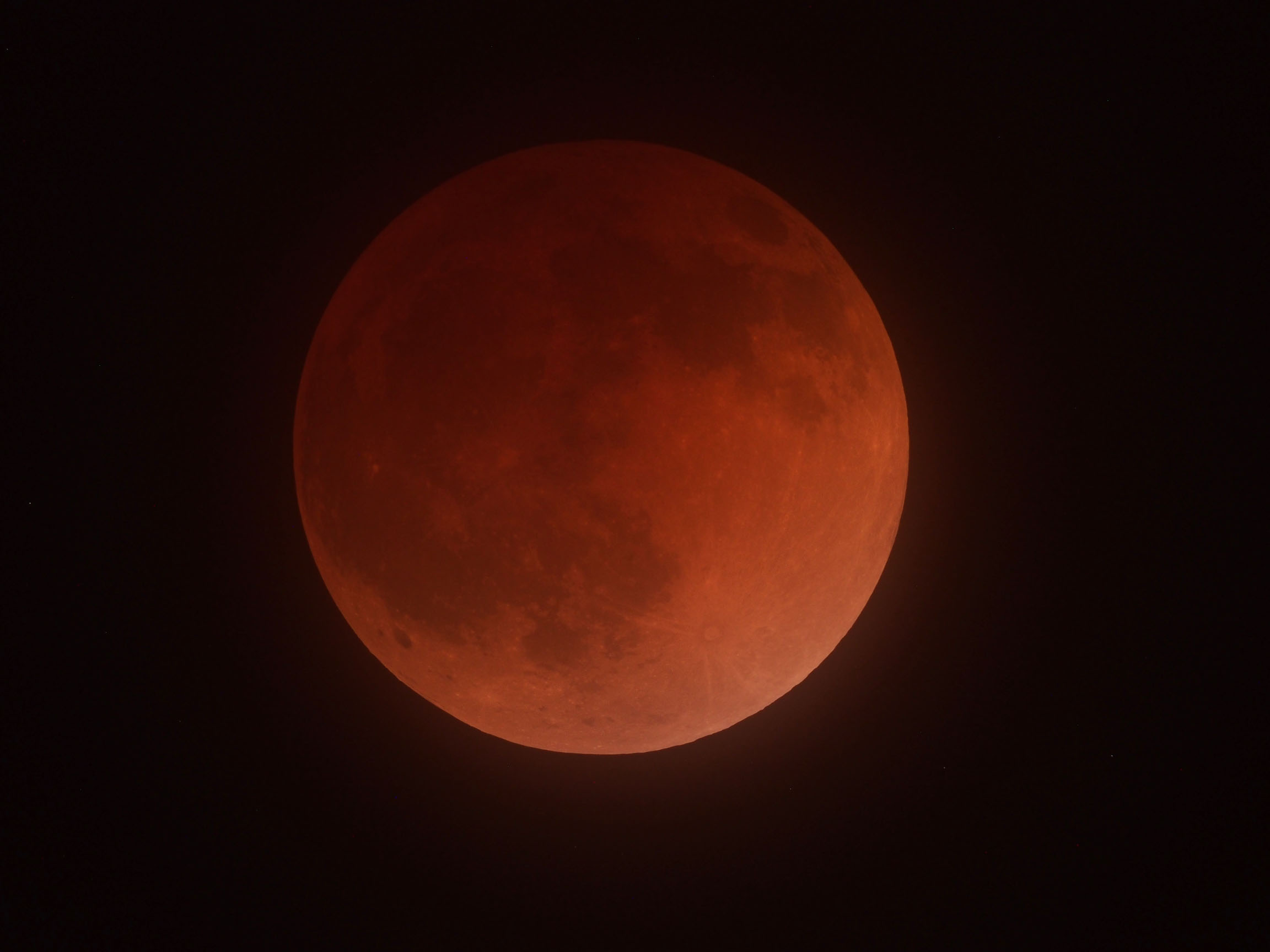
美國加利福尼亞州聖塔克拉拉縣聖荷西的月全食，時間為07:46 UTC
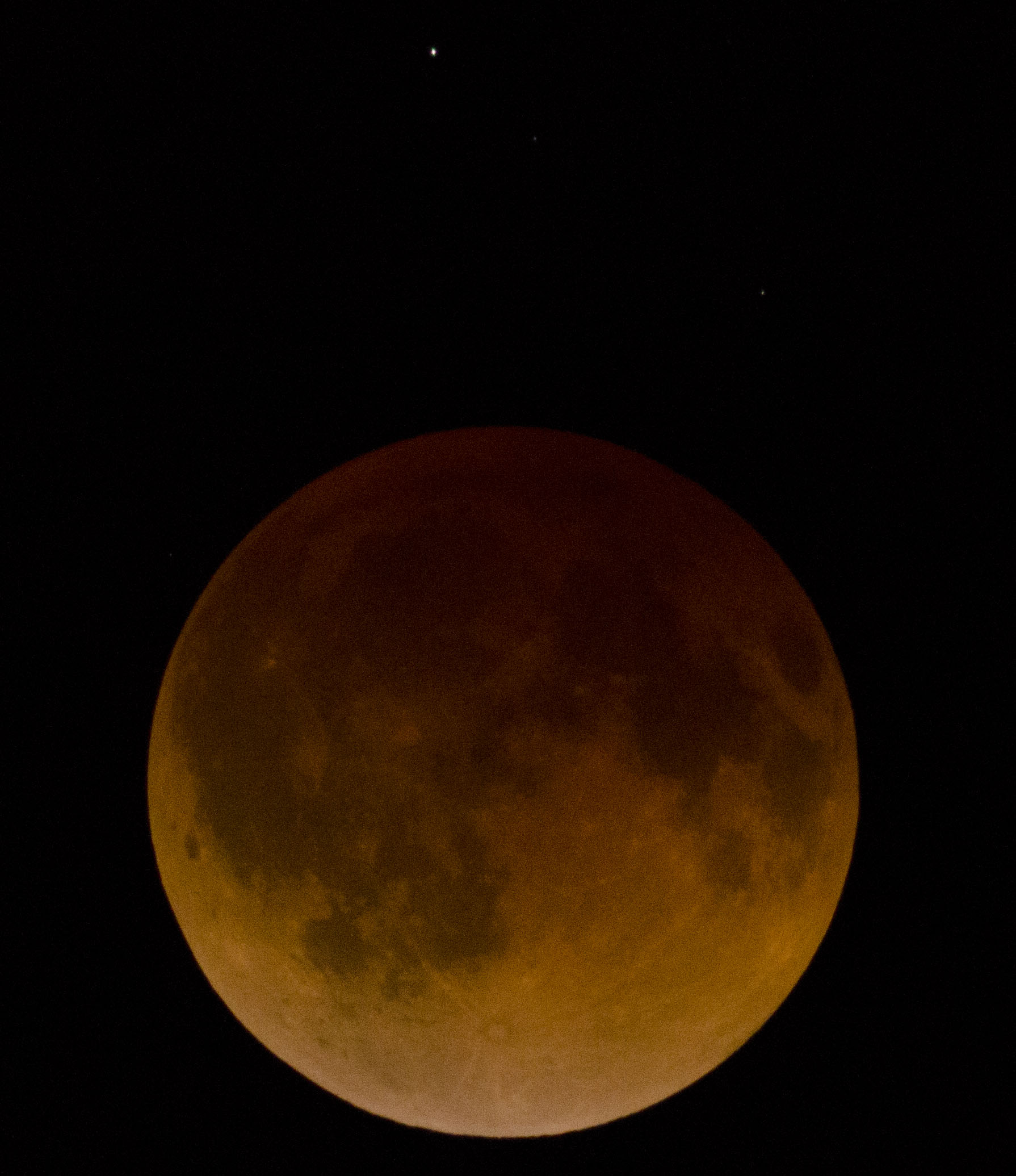
美國新墨西哥州伯納利歐縣阿爾伯克基的月全食，時間為07:49 UTC
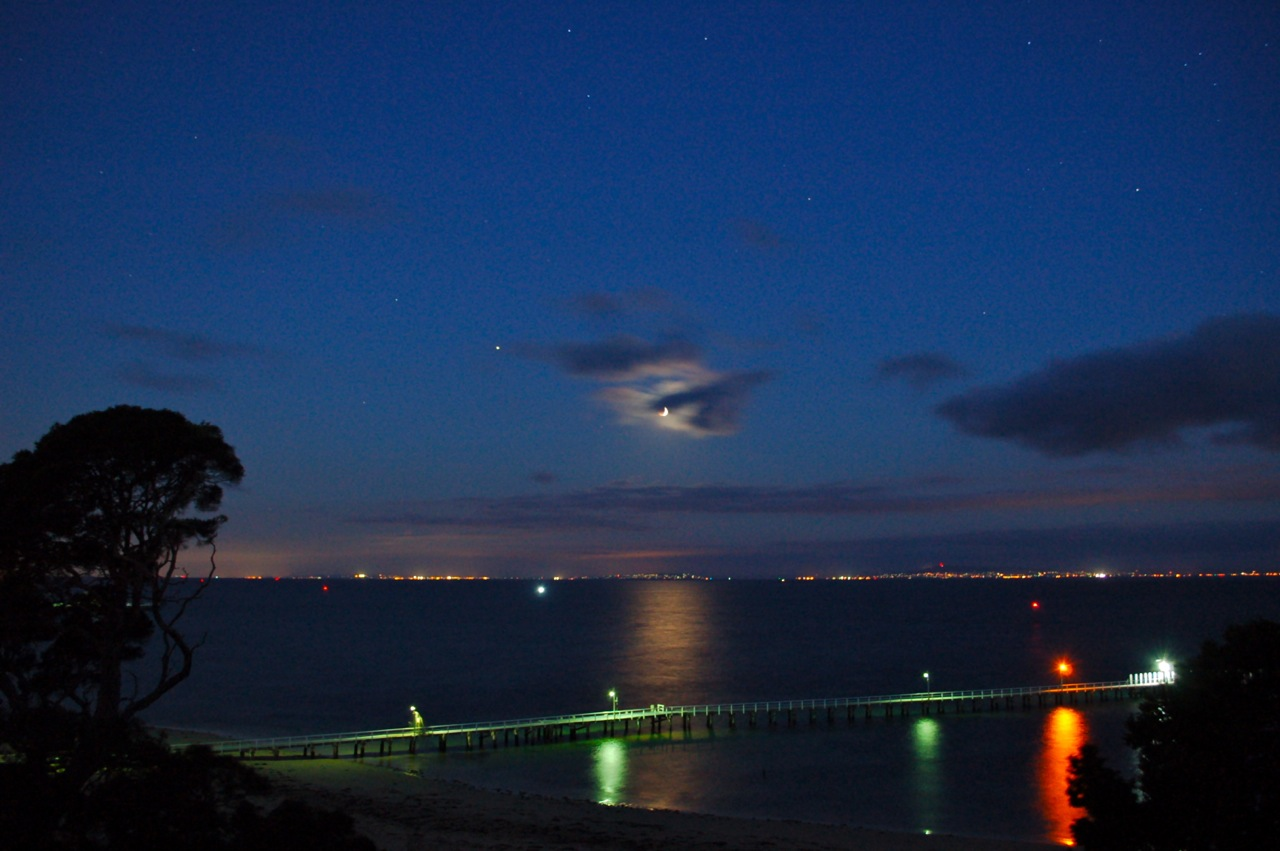
澳大利亚維多利亞州格蘭特縣（英语：County of Grant, Victoria）昆斯克利夫（英语：Queenscliff, Victoria）的月全食，時間為07:50 UTC
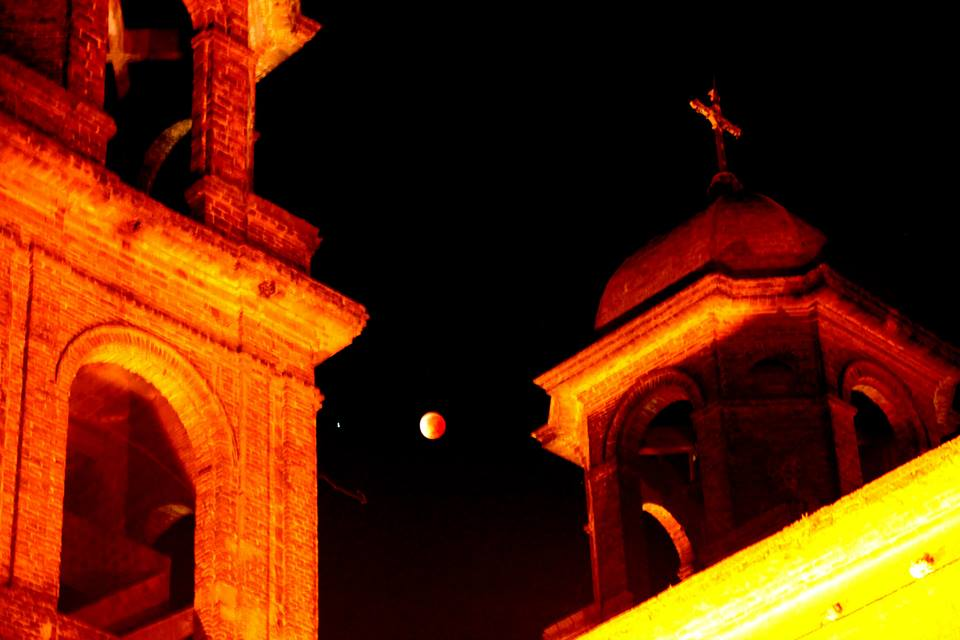
烏拉圭索里亞諾省多洛雷斯的月全食，時間為08:19 UTC
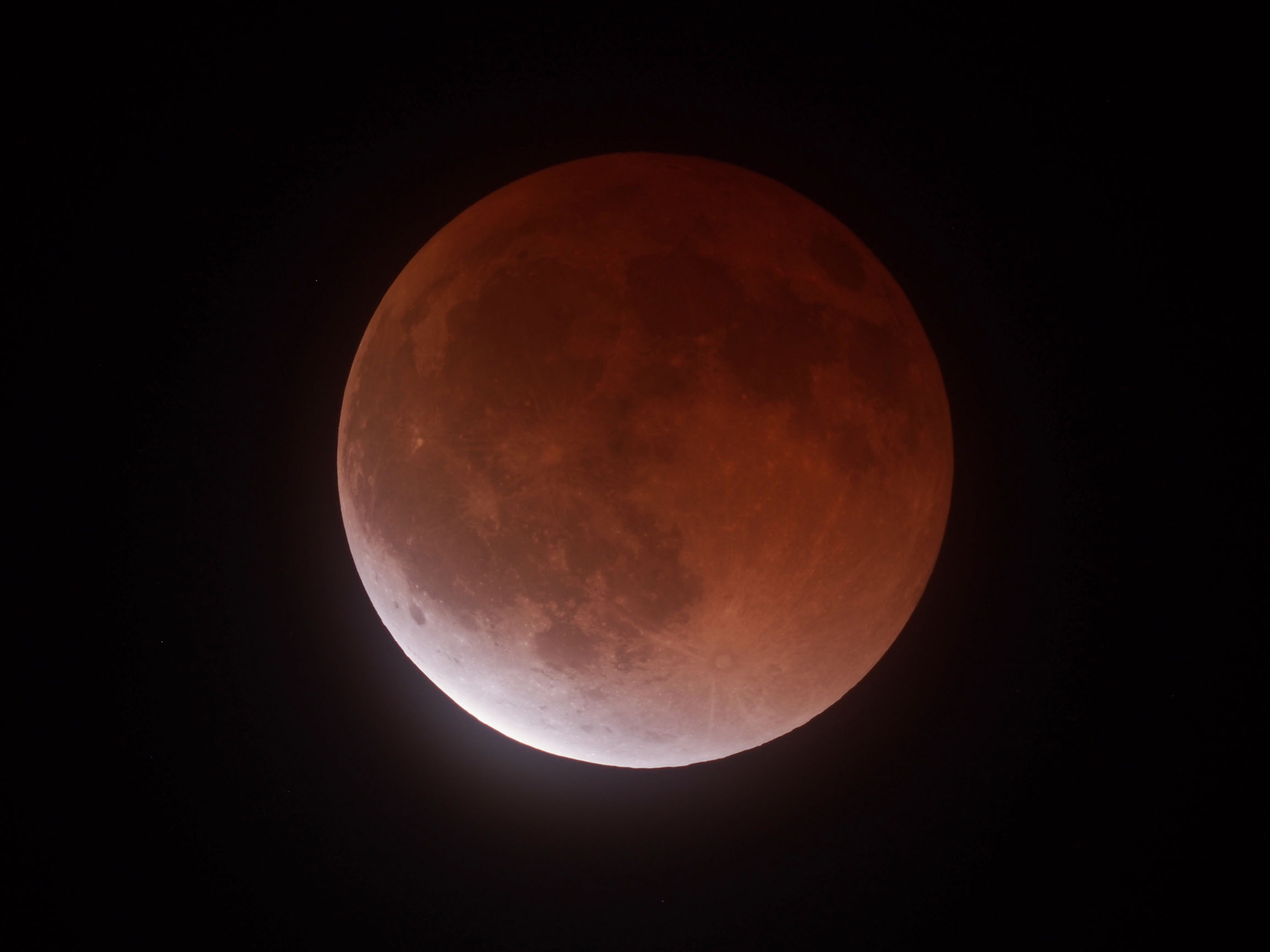
美國加利福尼亞州聖塔克拉拉縣聖荷西的月全食，時間為08:23 UTC
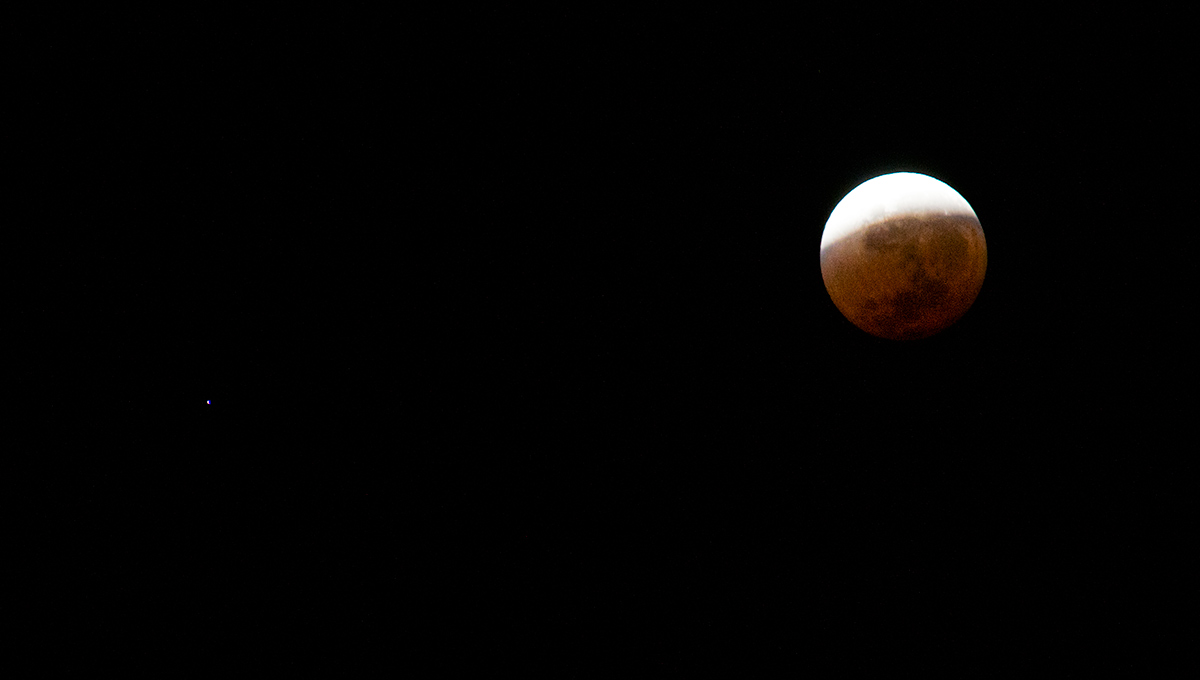
烏拉圭蒙得維的亞省蒙得維的亞的月偏食，時間為08:43:18 UTC

## 参看
- 21世紀月食列表
- 月食列表
- File:2014-04-15 Lunar Eclipse Sketch.gif圖